# Liste des monuments historiques d'Annecy
Ce tableau présente la liste de tous les monuments historiques classés ou inscrits dans la ville d'Annecy, Haute-Savoie, en France.

## Statistiques
Annecy compte 23 édifices comportant au moins une protection au titre des monuments historiques, soit 12 % des protections de la Haute-Savoie. 6 d'entre eux comportent au moins une partie classée ; les 17 autres sont inscrits. 
Par ailleurs, elle compte 77 objets à l'inventaire des monuments historiques et 18 sont répertoriés à l'inventaire général du patrimoine culturel.

## Liste
| Monument                                      | Adresse                                               | Coordonnées                      | Notice         | Protection     | Date      | Illustration                                  |
| --------------------------------------------- | ----------------------------------------------------- | -------------------------------- | -------------- | -------------- | --------- | --------------------------------------------- |
| Basilique de Boutae                           | Boulevard de la Rocade Avenue du Stade Rue du Bel-Air | 45° 54′ 44″ nord, 6° 07′ 15″ est | « PA00118346 » | Classé         | 1980      | Image manquante Téléverser                    |
| Cathédrale Saint-Pierre                       |                                                       | 45° 53′ 57″ nord, 6° 07′ 32″ est | « PA00118342 » | Classé         | 1906      | Cathédrale Saint-Pierre                       |
| Château                                       |                                                       | 45° 53′ 52″ nord, 6° 07′ 35″ est | « PA00118343 » | Classé         | 1959      | Château                                       |
| Château de Novel                              |                                                       | 45° 55′ 06″ nord, 6° 08′ 06″ est | « PA00118357 » | Inscrit        | 1975      | Château de Novel                              |
| Château de Promery                            | Pringy                                                | 45° 57′ 16″ nord, 6° 06′ 48″ est | « PA00118419 » | Inscription    | 1951      | Château de Promery                            |
| Clocher d'Annecy-le-Vieux                     | Annecy-le-Vieux                                       | 45° 55′ 09″ nord, 6° 08′ 36″ est | « PA00118361 » | Classement     | 1908      | Clocher d'Annecy-le-Vieux                     |
| Église Saint-François                         |                                                       | 45° 53′ 55″ nord, 6° 07′ 42″ est | « PA00118344 » | Inscrit        | 1952      | Église Saint-François                         |
| Église Saint-Maurice                          |                                                       | 45° 53′ 57″ nord, 6° 07′ 40″ est | « PA00118345 » | Inscrit Classé | 1943 1957 | Église Saint-Maurice                          |
| Fontaine Quiberet                             | 31 rue Sainte-Claire                                  | 45° 53′ 53″ nord, 6° 07′ 26″ est | « PA00118348 » | Inscrit        | 1943      | Fontaine Quiberet                             |
| Fontaine de la rue de l'Île                   | 12 rue de l'Île                                       | 45° 53′ 54″ nord, 6° 07′ 35″ est | « PA00118347 » | Inscrit        | 1930      | Fontaine de la rue de l'Île                   |
| Grand séminaire                               | Avenue de Trésum Boulevard de la Corniche             | 45° 53′ 42″ nord, 6° 07′ 43″ est | « PA00118360 » | Inscrit        | 1974      | Grand séminaire                               |
| Haras national                                | 6 boulevard du Lycée                                  | 45° 54′ 17″ nord, 6° 07′ 38″ est | « PA74000006 » | Inscrit        | 2007      | Haras national                                |
| Hôtel de préfecture de la Haute-Savoie        | rue 30e Régiment d'Infanterie                         | 45° 54′ 11″ nord, 6° 07′ 57″ est | « PA74000041 » | Inscrit        | 2022      | Hôtel de préfecture de la Haute-Savoie        |
| Hôtel Favre                                   | Rue de la République Rue Sainte-Claire                | 45° 53′ 55″ nord, 6° 07′ 27″ est | « PA00118349 » | Inscrit        | 1942      | Hôtel Favre                                   |
| Hôtel de Sales (it)                           | Rue du Pâquier                                        | 45° 54′ 04″ nord, 6° 07′ 36″ est | « PA00118350 » | Inscrit        | 1930      | Hôtel de Sales (it)                           |
| Hôtel de ville (ancien)                       |                                                       | 45° 54′ 00″ nord, 6° 07′ 33″ est | « PA00118351 » | Inscrit        | 1943      | Hôtel de ville (ancien)                       |
| Magasin                                       | 1 rue Jean-Jacques-Rousseau                           | 45° 53′ 56″ nord, 6° 07′ 35″ est | « PA00118352 » | Inscrit        | 1984      | Magasin                                       |
| Magasin                                       | 19 rue du Pâquier                                     | 45° 54′ 03″ nord, 6° 07′ 35″ est | « PA00118353 » | Inscrit        | 1984      | Magasin                                       |
| Magasin                                       | 13 rue Royale                                         | 45° 54′ 00″ nord, 6° 07′ 22″ est | « PA00118354 » | Inscrit        | 1984      | Magasin                                       |
| Magasin                                       | 35 rue Sainte-Claire                                  | 45° 53′ 53″ nord, 6° 07′ 25″ est | « PA00118355 » | Inscrit        | 1984      | Magasin                                       |
| Maison Lambert                                | 15 rue Jean-Jacques-Rousseau                          | 45° 53′ 56″ nord, 6° 07′ 31″ est | « PA00118356 » | Inscrit        | 1936      | Maison Lambert                                |
| Monument aux morts                            | Place du Souvenir                                     | 45° 54′ 10″ nord, 6° 07′ 49″ est | « PA74000036 » | Inscrit        | 2019      | Monument aux morts                            |
| Palais épiscopal                              |                                                       | 45° 53′ 57″ nord, 6° 07′ 30″ est | « PA00118358 » | Inscrit        | 1984      | Palais épiscopal                              |
| Palais de l'Isle                              |                                                       | 45° 53′ 55″ nord, 6° 07′ 37″ est | « PA00118359 » | Classé         | 1900      | Palais de l'Isle                              |
| Site des Marquisats                           | 52 et 52-bis rue des Marquisats                       | 45° 53′ 37″ nord, 6° 08′ 04″ est | « PA74000056 » | Inscrit        | 2024      | Image manquante Téléverser                    |
| Site archéologique du Pâquier et Lac d'Annecy | Lac d'Annecy                                          | 45° 54′ 08″ nord, 6° 08′ 20″ est | « PA74000014 » | Classé         | 2011      | Site archéologique du Pâquier et Lac d'Annecy |
| Site sublacustre du Petit Port                | Annecy-le-Vieux                                       | 45° 54′ 17″ nord, 6° 09′ 17″ est | « PA00118475 » | Inscription    | 1991      | Site sublacustre du Petit Port                |
| Statue de Berthollet                          | Jardins de l'Europe                                   | 45° 53′ 57″ nord, 6° 07′ 56″ est | « PA74000030 » | Inscription    | 2016      | Statue de Berthollet                          |

## Autres monuments
- Abbaye Sainte-Catherine du Mont du XIIe siècle.